# Ровка (приток Полонки)
Ровка — река в России, протекает в Дновском районе Псковской области. Река вытекает из озера Чёрное у границы с Новгородской областью, течёт сначала на север, затем на северо-запад. Устье реки находится в 55 км по левому берегу реки Полонка в деревне Кривуха. Длина реки составляет 14 км.
На берегах реки стоят деревни Моринской волости Рвы, Кляновец, Овинец, Корпово и Кривуха.

## Данные водного реестра
По данным государственного водного реестра России относится к Балтийскому бассейновому округу, водохозяйственный участок реки — Шелонь, речной подбассейн реки — Волхов. Относится к речному бассейну реки Нева (включая бассейны рек Онежского и Ладожского озера).
Код объекта в государственном водном реестре — 01040200412102000024533.